# Terra Sirenum
La Terra Sirenum è una struttura geologica della superficie di Marte.